# 下飯坂菊馬
下飯坂 菊馬（しもいいざか きくま、1927年8月22日 - 2008年4月10日）は、日本の脚本家。

## 人物・来歴
東京都世田谷区生まれ。父は裁判官の下飯坂潤夫。子供の頃、父の転勤に伴って鳥取県へ転校するも、その後再び東京へ戻る。
旧制麻布中学校、東京外国語大学ロシア語科卒。大学4年生の時から約4年間結核を患って闘病生活をしていた。役所勤務、ロシア語教師を経て、大学の同窓生の脚本家・山内久の勧めで大映シナリオ作家養成所に入所。1955年大映シナリオ作家養成所卒業（同所の同期に野上龍雄、安倍徹郎らがいる）、5年間専属ライターとして勤務の後フリー。女を主人公としたアクション映画、やくざ映画などを得意とした。映画のほか、テレビドラマのシナリオも多数執筆した。

## 著書
- 『夏の嵐』原作、綾野まさる 文、ワニブックス 1989.8
- 『危険な愛 花の咲く家』（パパラブックス）テイ・アイ・エス 1993.10
- 『彼岸花散る 望月弥九郎捕物控』（大洋時代文庫 時代小説）ミリオン出版 2005.10

## 映画脚本
（後ろは共同脚本）
- 1958.07.27 夜霧の滑走路 大映 天野妙子
- 1958.10.22 消された刑事 大映東京
- 1958.11.08 抜き足差し足忍び足 大映 民門敏雄
- 1959.02.03 都会の牙 大映 松本昭典
- 1960.03.16 街の噂も三十五日 大映 桜井康裕
- 1960.04.06 暁の翼 大映 井手雅人
- 1960.05.11 襲われた手術室 大映 田坂啓
- 1960.07.24 傷ついた野獣 大映
- 1960.09.01 銀座のどら猫 大映 田坂啓
- 1960.12.14 東京の空の下で 大映
- 1961.03.21 この青年にご用心 大映
- 1962.02.04 女は夜霧に濡れている 大映 井上芳夫
- 1962.08.12 渡り鳥故郷へ帰る 日活
- 1962.10.06 激しい河 日活 田坂啓
- 1963.01.11 いつでも夢を 日活 田坂啓 吉田憲二
- 1963.02.07 温泉芸者 大映
- 1963.05.15 温泉あんま 大映 小滝光郎 桜井康裕
- 1964.01.15 図々しい奴 東映 瀬川昌治
- 1964.03.12 二匹の牝犬 東映 渡辺祐介
- 1964.06.03 続・図々しい奴 東映
- 1964.07.11 悪女 東映東京 渡辺祐介
- 1964.09.05 海底犯罪No.1 大映東京
- 1965.02.13 黒い猫 東映東京 渡辺祐介
- 1965.04.17 夜の勲章 大映 藤本義一
- 1965.08.12 ダニ 東映東京
- 1965.12.04 無頼漢仁義 東映 野上竜雄
- 1966.03.10 女犯破戒 東映京都
- 1966.04.14 男なんてなにさ 東映東京
- 1966.06.12 悪童 東映京都 渡辺祐介
- 1966.07.09 夜のバラを消せ 日活 瀬川昌治
- 1966.07.13 貴様と俺 大映東京
- 1967.04.29 春日和 松竹 菊島隆三
- 1967.06.28 爆弾男といわれるあいつ 日活 藤井鷹史
- 1967.08.19 恋のメキシカンロック 恋と夢と冒険 松竹大船
- 1967.11.15 三匹の女賭博師 大映東京
- 1968.04.11 夜の手配師 東映東京
- 1968.04.13 いれずみ無残 松竹大船 一条徹
- 1968.05.31 新・いれずみ無残 松竹大船 加瀬高之
- 1968.08.27 （秘）トルコ風呂 東映東京 播磨幸治
- 1968.11.09 吸血髑髏船 松竹 小林久三
- 1969.09.27 女の手配師 池袋の夜 日活
- 1969.10.18 夜の牝 花のいのち 日活
- 1970.04.08 たぬき坊主 松竹大船 渡辺祐介
- 1970.05.27 明日また生きる 俳優座 河辺和夫
- 1970.10.03 波止場女のブルース 松竹大船
- 1971.05.05 女の意地 日活
- 1971.10.30 喜劇 頑張らなくっちゃ! 松竹 井手雅人
- 1972.02.05 喜劇 誘惑旅行 松竹大船 瀬川昌治
- 1972.12.09 喜劇 快感旅行 松竹大船 瀬川昌治
- 1974.01.26 実録エロ事師たち 日活
- 1974.07.13 にっぽん美女物語（研ナオコ） 松竹＝田辺エージェンシー 渡辺祐介
- 1974.12.28 ザ・ドリフターズの極楽はどこだ!! 松竹＝渡辺プロ 渡辺祐介
- 1975.02.15 喜劇 女の泣きどころ 松竹大船 瀬川昌治
- 1975.07.12 にっぽん美女物語（研ナオコ）女の中の女 松竹＝田辺エージェンシー 渡辺祐介
- 1975.08.02 ザ・ドリフターズのカモだ!!御用だ!! 松竹＝渡辺プロ 加瀬高之 瀬川昌治
- 1977.09.17 若妻日記 悶える 日活
- 1978.04.29 金曜日の寝室 日活 桂千穂
- 1979.06.23 本日ただいま誕生 新世映画新社 千田由治
- 1986.01.15 玄海つれづれ節 東映 笠原和夫 兵頭剛
- 1990.01.20 Mr.レディー夜明けのシンデレラ 日映 林誠人 瀬川昌治
- 1996.05.18 卍舞Ⅲ にっかつ=ファニー=エンジェル 山上梨香

## 原作
- 1977.03.19 美女放浪記 研ナオコ 秋野太作 松竹＝田辺エージェンシー

## 出演
- 1992.06.06 濹東綺譚
- 1999.01.15 生きたい
- 2000.12.02 三文役者 フランソアの大学教授[5]

## テレビドラマの脚本
- ダイヤル110番 NTV 1959
- 逆転息子 NHK 1959/ 原作 梅崎春生
- 車引殺人事件 NHK 1960/原作 戸板康二（中村雅楽）
- 宿家書房の終焉 CX 1961/原作 黒岩重吾
- つまづいた鐵道様 CX 1962
- 何処へ NT 1964/ 原作 石坂洋次郎
- ザ・ガードマン TBS 1965/
- 銭形平次（大川橋蔵主演）CX 1966
- 泣いてたまるか TBS 1967/
- 剣 NTV 1968/
- プレイガール 12CH 1969/
- 湖畔の妖女 NET 1969/
- 新平四郎危機一発 TBS 1969/
- 蒼ざめた午後 THK 1971/
- 髑髏妻の怪 NT 1971/
- 愛と悲しみのとき CX 1973/
- 顔で笑って TBS 1973-1974
- 伝七捕物帳（日本テレビ版）1973 （中村梅之助）
- 長崎犯科帳 NTV 1975
- 江戸の旋風 CX 1975 ～ 1976/
- 女の小箱 YTV 1975～1976/原作 黒岩重吾
- 夫婦旅日記 さらば浪人 CX 1976/原作 山本周五郎「雨あがる」「雪の上の霜」ほか
- 妻と愛人 NTV 1976/
- 春の城 NHK 1977/ 原作 阿川弘之
- 他殺岬 ANB 1977/ 原作 笹沢左保「他殺岬」
- 赤とんぼ THK 1978/ 榊原るみ
- 女人まんだら KTV 1978/
- 新五捕物帳 NTV 1978/
- 半七捕物帳（尾上菊五郎主演）ANB 1979/
- 赤穂浪士 ANB 1979/ 原作 大佛次郎 萬屋錦之介
- 四谷怪談 12CH 1979（原案・下飯坂、杉江慧子）
- 怪談夜泣き沼 12CH 1979/
- 悲しみの山荘 KTV 1979/原作 小林久三
- 新・江戸の旋風 CX 1980/原作 島田一男
- 東京大地震マグニチュード8.1 YTV 1980/04/17 脚本 下飯坂、笠原和夫/ 千葉真一、竹下景子
- 新・子育てごっこ CX 1981/ 原作 三好京三「娘はばたけ」より
- 大奥悪霊の館 CX 1981/ 由美かおる、白石加代子
- 岡っ引どぶ CX 1981-83/原作 柴田錬三郎
- それからの武蔵 TX 1981/原作 小山勝清
- 影の軍団II KTV 1981
- 宿命剣鬼走り CX 1981/ 原作 藤沢周平「隠し剣孤影抄」
- 失われた眠り YTV 1982/ 原作 南部樹未子/ 宇津宮雅代
- 髑髏検校 CX 1982/ 原作 横溝正史
- 海にかける虹 TX 1983/原作 阿川弘之「軍艦長門の生涯」、高橋孟「海軍めしたき物語」
- 怪談妖蝶の棲む館 CX 1983/原作・脚本/	佳那晃子
- 主婦、万引き YTV 1983/ 松原智恵子
- お庭番 忍びの構図 CX 1983/
- 音なし源 さの字殺し CX 1983/原作 笹沢左保
- 長七郎江戸日記 NTV 1984/ 原作 村上元三
- 怪談・津の国屋 半七捕物帳 CX 1984 原作 岡本綺堂
- 大奥妖霊の墓 CX 1984/
- わが娘の哀しみが聞こえる YTV 1985/（原作）
- 探偵・神津恭介の殺人推理 ANB 1985-91 /原作 高木彬光
- 牟田刑事官事件ファイル ANB 1985-91/ 原作 石沢英太郎
- 未完の盛装 CX 1985/ 原作 連城三紀彦
- 女医の死亡診断書 ANB 1985/ 原作 佐野洋（「贈られた女」（講談社文庫）所載）
- 整形復顔未亡人 ANB 1986/ 岡江久美子「整形複顔サスペンス」シリーズ第3作
- 愛の嵐 THK 1986/ 原作 エミリー・ブロンテ「嵐ヶ丘」
- 仮面舞踏会 ANB 1986/ 原作 横溝正史（角川文庫）
- 奥鬼怒川湯けむり渓谷の殺意 AN 1987/ 原作 石沢英太郎
- 愛伝説 THK 1987/ 根本りつ子
- 大岡政談 ANB 1987/
- 花の生涯 井伊大老と桜田門 TX 1988/ 原作 舟橋聖一
- 華の嵐 THK 1988/原作 長坂秀佳/ 高木美保
- 整形復顔女流デザイナー殺人事件 ANB 1988/
- 父は戦争に行った TX 1988/原作 阿部牧郎
- 雨に濡れて NTV 1988/
- 夏の嵐 THK 1989/
- 鬼平犯科帳（中村吉右衛門版）CX 1989/
- 火の国殺人行 わらべ唄は死の予告！信州あずみ野－大分、完全犯罪解明の旅 ANB 1989/原作 風見潤
- 月影兵庫あばれ旅 TX 1990/ 原作 南條範夫
- 伊豆天城越え殺人山脈 ANB 1991/ 原作 西村寿行「衂ぬられた寒月」
- 疾風からす組 TX 1991/ 原作 早乙女貢
- 海風をつかまえて TX 1991/
- 白樺湖逆転殺人 ANB 1992/ 原作 井沢元彦「盗まれた顔」
- 愛の祭 THK 1992 墨田ユキ[6]